# Quarterono
Quarterono war ein italienisches Volumenmaß für Öl in Genua.
- 1 Quarterono = 0,505 Liter

Die Maßkette war
- 1 Barill = 4 Quarti = 128 Quarteroni = 3260 Pariser Kubikzoll = 64 ⅔ Liter = 64,667 Liter